# Nyssocarinus bondari
Nyssocarinus bondari là một loài bọ cánh cứng trong họ Cerambycidae.